# Zengővárkony
Zengővárkony (1898-ig Várkony; németül: Warkon, Warkorn) község Baranya vármegyében, a Pécsváradi járásban.

## Fekvése
A Keleti-Mecsek területén, a Zengő lábának keleti lejtőin fekszik.
A szomszédos települések: észak felől Mecseknádasd, északkelet felől Apátvarasd, kelet felől Pusztakisfalu, délkelet felől Lovászhetény és Nagypall, délnyugat felől Pécsvárad, északnyugat felől pedig Óbánya; a legközelebbi város az alig 3 kilométerre lévő Pécsvárad.

### Megközelítése
Legfontosabb közúti elérési útvonala a Budapest-Pécs-Barcs között húzódó 6-os főút, amely belterületének keleti széle mellett húzódik. Közigazgatási területét érintik a Mohácstól Pécsváradig vezető 5606-os és 5607-es utak, illetve a mai 6-os főút egy korábbi nyomvonalán húzódó 5613-as út is.

## Története
A helyet ősidők óta lakják. Egy őskori agyagszobrocskát, a zengővárkonyi madonnát, amelyet Dombay János hozott felszínre, a pécsi Janus Pannonius Múzeum őrzi. (Dombay nevét a közelben fürdésre is használt Dombay-tó őrzi .) A Pécsváradi Apátság alapítólevele szerint a területet Szent István az apátságnak adományozta. Az Árpád-kori oklevelek Villa Varkun, Warkun és Varkon írásmóddal említik, lakói magyar egyházi nemesek voltak.
Zengővárkony túlélte a török hódoltságot, és vannak feljegyzések, amelyek szerint a törökök elől menekülő görögök is letelepedtek a környéken. A Balázs-forrás neve állítólag egy Basileus nevű görög remetének állít emléket. A hagyomány szerint menekülő husziták is letelepedtek itt korábban. (A falu határában van egy „Tótok Szőlleje” nevű dűlő.) A török kiűzése után németek is betelepedtek. A településhez tartozott a háromnegyedórányi járásra lévő Pusztafalu is, amely Kisvárkony néven szerepel egy 1779-es összeírásban.
Zengővárkony református temploma 1787 és 1802 között épült.
1929 és 1949 közt itt volt lelkész a művészetfilozófus Fülep Lajos, akinek jelenléte az apró falucskát magyar szellemi központtá varázsolta.
2001-ben lakosságának 2,7, 2011-ben 8,5, 2022-ben pedig már 16,2 százaléka német nemzetiségűnek vallotta magát.

## Közélete

### Polgármesterei
- 1990–1994: Boris Sándor (független)[6]
- 1994–1998: Ördög Béla (független)[7]
- 1998–2002: Ördög Béla (független)[8]
- 2002–2006: Ördög Béla (független)[9]
- 2006–2010: Ördög Béla (független)[10]
- 2010–2014: Ördög Béla János (független)[11]
- 2014–2019: Ördög Béla János (független)[12]
- 2019–2024: Fülöp Csaba (független)[13]
- 2024– : Fülöp Csaba (független)[1]

## Népesség
A település népességének változása:
| Lakosok száma | 416  | 407  | 393  | 392  | 398  | 425  | 414  | 419  |
|               | 2013 | 2014 | 2015 | 2019 | 2021 | 2022 | 2023 | 2024 |

A 2011-es népszámlálás során a lakosok 89,2%-a magyarnak, 0,9% cigánynak, 0,2% görögnek, 0,2% lengyelnek, 8,5% németnek, 0,2% örménynek mondta magát (10,8% nem nyilatkozott; a kettős identitások miatt a végösszeg nagyobb lehet 100%-nál). A vallási megoszlás a következő volt: római katolikus 40,4%, református 32,1%, evangélikus 0,2%, görögkatolikus 0,2%, felekezeten kívüli 6,7% (20,4% nem nyilatkozott).
2022-ben a lakosság 92,5%-a vallotta magát magyarnak, 16,2% németnek, 0,5% horvátnak, 0,2-0,2% szlováknak, görögnek, szerbnek és cigánynak, 2,4% egyéb, nem hazai nemzetiségűnek (7,3% nem nyilatkozott; a kettős identitások miatt a végösszeg nagyobb lehet 100%-nál). Vallásuk szerint 28,2% volt református, 26,8% római katolikus, 0,7% evangélikus, 0,5% egyéb keresztény, 0,5% egyéb katolikus, 8,9% felekezeten kívüli (33,6% nem válaszolt).

## Hagyományőrzés

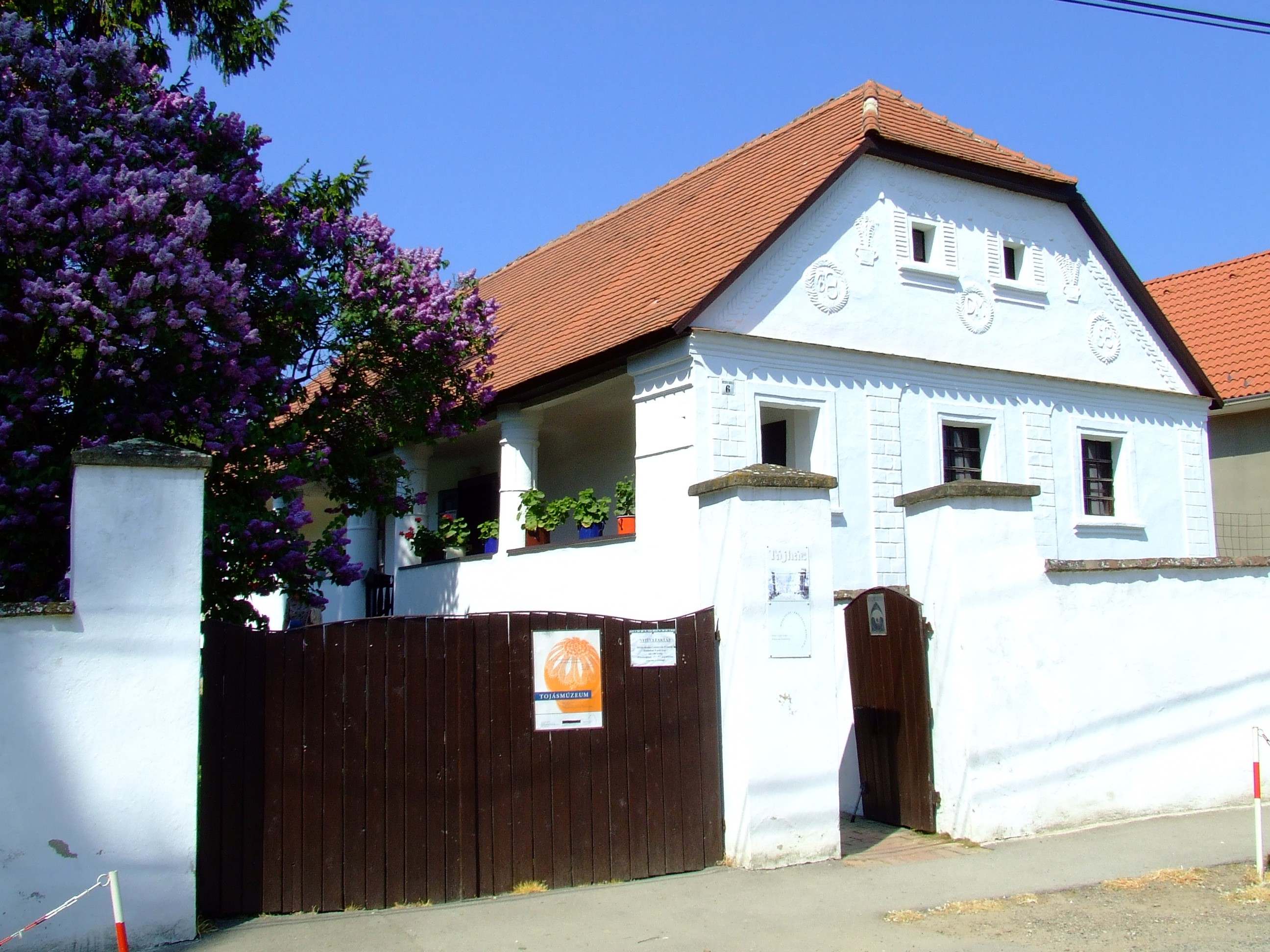
Tájház

A kicsi faluban mintaszerű a hagyományőrzés, és nemcsak a néphagyományokat, hanem az itt élt alkotó emberek emlékét – például Fülep Lajosét – is híven őrzik. Farsang és szüret idején előkerül a híresen szép helyi népviselet. Gyöngyös, pántlikás párta, díszes szoknya, mintás kötény – mindez azonos a sárközi viselettel, hiszen a zengővárkonyiak azonos származásúnak tartják magukat a sárköziekkel. Őrzik a tojásfestés ősi hagyományát és továbbra is készülnek a híres régi minták alapján a szőttesek. Zengővárkony ad otthont a Míves Tojás Múzeumnak, amely Dr. Nienhaus Rózsa magángyűjteménye. 
Zengővárkony tánc- és dalhagyományait több mint 30 éve a Hagyományőrző Művelődési Egyesület őrzi nagyon sikeresen. A néptánccsoport és fúvószenekara a 70-es években alakult Császár János és Töttös Sándor keze alatt. 1992-ben egyesületté vált a csoport, melynek vezetését 2003-ban a fiatalabb generáció vette át.
A néptánccsoport több ízben szerepelt arany minősítéssel, és megkapta a nívó-díjat, amire nagyon büszke. Koreográfiái a helyi hagyományokat dolgozzák fel, például Gesztenyeszüret, Lakodalmas, Legénybúcsú… Szívesen szerepel az ország  más településein rendezett fesztiválokon is, mert nemcsak őrizni, hanem bemutatni is szeretnék a várkonyi hagyományokat, csodás viseletet, pattogós zenét.

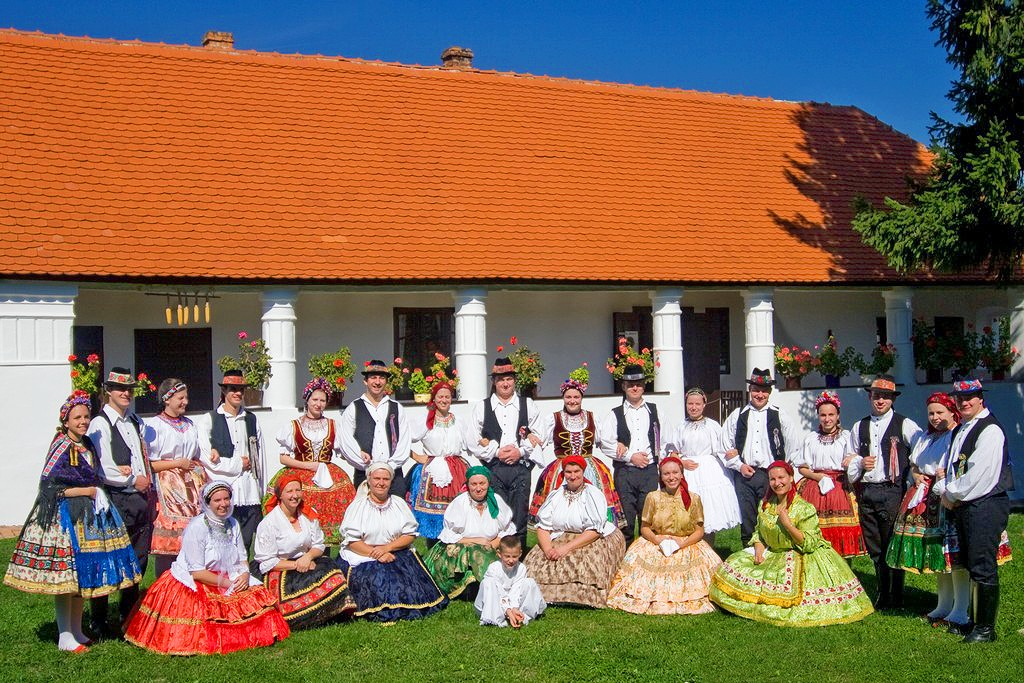
Néptánccsoport

Zengővárkony szoros kapcsolatokat ápol a vele szinte összenőtt Pécsváraddal. Közös hagyományuk a Leányvásár, vagy ahogy Fülep Lajos írta: a „kálomista búcsú”. 

## Nevezetességek
- Negyven hektáros ősi szelídgesztenyés (pusztulóban van, de 500-600 éves fáinak egy része még áll)
- Fülep Lajos-emlékház
- Rockenbauer Pál sírja
- Nemzetközi Szalmagyűjtemény (Szalmakincstár)
- Császár János-emlékház
- Míves Tojás Gyűjtemény Muzeális Intézmény Weboldal
- Tájház

## Külső hivatkozások
- Zengővárkony honlapja
- Videó a faluról 2010-ben
- A Tojásmúzeum honlapja (6 nyelven)
- A Szalma-Kincs-Tár honlapja magyar és angol nyelven (www.szalmakincstar.eoldal.hu) és facebook oldala